# Cryptarius daugueti
Cryptarius daugueti är en fiskart som först beskrevs av Pierre Chevey 1932.  Cryptarius daugueti ingår i släktet Cryptarius och familjen Ariidae. Inga underarter finns listade i Catalogue of Life.